# Ивета Бартошова
Ѝвета Ба̀ртошова (на чешки: Iveta Bartošová) (8 април 1966 г., Челадна – 29 април 2014 г., Ухржиневес, Прага) е чешка певица.

## Биография

### 1966 – 1983 г.: Семейство, образование и ранни години
Има брат Лумир, който е по-голям от нея с 2 години, и сестра близначка Ивана, родена 15 минути преди нея, също е певица.
Прекарва детството си в квартал „Копана“ във Френщат под Радхощем. Там учи от 1 до 4 клас в основното училище, от пети клас учи в спортното училище във Френщат под Радхощем в паралелка с изучаване на ски бягане и спринт, а от 1980 г. учи в местната гимназия.

### 1982 – 1989 г.: Първи изяви, дует с Петър Сепеши и нататъшни успехи
От 1982 г. са първите ѝ изяви с група „Диантус“, когато е 16-годишна. Първият ѝ успех като професионална певица е през следващата година, когато печели в регионалния кръг на състезанието за певци Talent („Талант“) в Нови Ичин и участва в областния кръг в Тршинец, където се класира на второ място. Това ѝ отваря път към фестивала Mladé písně („Млади песни“) в Ихлава, на който се класира на четвърто място. Там се запознава с младия певец Петър Сепеши. Режисьорът Яромир Ваща и композиторът Павел Вацулик ги събират в дует и двамата изпяват успешните Červenám („Изчервявам се“), Knoflíky lásky („Копчетата на любовта“), My to zvládnem' („Ще се справим“) и Medové dny („Медни дни“). През 1985 г. е издаден албумът им Knoflíky lásky. Дуетът престава да съществува със смъртта на Петър Сепеши, който на 29 юли 1985 г. загива в автомобилно произшествие на железопътен прелез във Франтишкови Лазне, вследствие на което певицата се оттегля от сцената за няколко месеца.
След завръщането си Ивета Бартошова работи известно време с група „Балет“, с която записва хита Hej, pane diskžokej („Хей, диджей“). След това работи с „Кроки“ на Франтишек Янечек, от чието сътрудничество се ражда хитът Léto („Лято“).
През 1986 г. заема първо място в категорията за най-популярна певица на анкетата „Златен славей“, с което прекъсва 9-годишната титла на Хана Загорова.
През пролетта на 1987 г. започва да работи с оркестъра на Ладислав Щайдъл. Композиторът става неин партньор в продължение на много години. В края на годината е издаден първият ѝ самостоятелен албум, озаглавен I. B. и удостоен със златна плоча от звукозаписната компания „Супрафон“.

### 1990 – 1999 г.
През 1990 г. издава два албума – първият е Zpívání s Ivetou („Пеене с Ивета“) и включва народни песни, а вторият – Closer Now е първият ѝ англоезичен албум. Същата, както и следващата година печели „Златен славей“ за съответно втори и трети път.
През пролетта на 1993 г. играе главната роля във филма Svatba upírů („Сватба на вампири“) на режисьора Ярослав Соукуп, към който записва песента Já se vrátím („Аз ще се върна“) – чешка версия на Va, pensiero от операта „Набуко“ на Джузепе Верди. От 1993 до 1997 г. издава няколко албума: Tobě (1993), Malé bílé cosi (1994), сборния Medové dny (1996), Čekám svůj den (1996).
На 11 октомври 1996 г. ражда сина си Артур Щайдъл, вследствие на което се отдава изцяло на семейството си и се оттегля от сцената за известно време.
В началото на 1997 г. приема поканата на композитора Карел Свобода да участва в мюзикъла „Дракула“.

## Смърт
Ивета Бартошова умира в 11:29 ч. на 29 април 2014 г. недалеч от дома си в Ухржиневес (Прага), след като ляга на релсите в близост до железопътен прелез P5674 и бива прегазена от влак модел CityElefant с номер 971 015 – 3, пътуващ от Прага за Бенешов. Машинистът започва да спира влака едва на около 200 метра разстояние от мястото на произшествието. Певицата претърпява тежки телесни наранявания и умира на място.
Част от пътя към мястото на сблъсъка минава покрай релсите. Тъй като влакът я прегазва на място, където преминаването не е позволено, става дума за самоубийство. Потвърждение на тази версия е оставеното от певицата прощално писмо, както и отговорът на машиниста, според когото не става дума за нещастен случай.
Резултатите от съдебната аутопсия потвърждават, че при сблъсъка с влака певицата претърпява множество опустошителни наранявания, които са причината за смъртта ѝ. Резултатите от токсикологичните тестове изключват у нея да е настъпило здравословно неразположение, което да причини смъртта ѝ още преди сблъсъка с влака. Предвид огромната телесна повреда се налага да се проведат сравнителни тестове за ДНК, които потвърждават напълно самоличността на певицата. На 1 август 2014 г. полицията приключва разследването. Окончателната ѝ версия е, че става дума за самоубийство и че никой друг не е виновен за смъртта ѝ.
Гробът на Ивета Бартошова в Ржичани е символичен, урната с пепелта ѝ притежава съпругът ѝ Йозеф Рихтарж.

### Отзвук в медиите
В течение на дълги години певицата е постоянен предмет на обсъждане в жълтия печат.
Смъртта ѝ поражда значителен отзвук както в сериозните, така и в жълтите медии.

## Дискография

### Студийни албуми
- 1987 – I. B.
- 1989 – Blízko nás
- 1991 – Natur
- 1992 – Václavák
- 1993 – Tobě
- 1994 – Malé bílé cosi
- 1996 – Čekám svůj den
- 1998 – Ve jménu lásky
- 1999 – Bílý kámen
- 2000 – Jedna jediná
- 2003 – Dráhy hvězd – All Stars Disco
- 2008 – 22